# Money Jungle
Money Jungle é um álbum de estúdio do pianista Duke Ellington, acompanhado pelo contrabaixista Charles Mingus e pelo baterista Max Roach. O álbum foi gravado em 17 de setembro de 1962 e lançado em fevereiro de 1963 pela United Artists Jazz. Todas exceto uma das composições foram escritas por Ellington, sendo quatro das sete presentes no LP original inéditas. Lançamentos posteriores acrescentaram oito faixas da mesma sessão de gravação.
O álbum foi bem recebido pela crítica na época de seu lançamento, e as resenhas posteriores permaneceram altamente favoráveis. Comentários negativos se dirigiram às diferenças no estilo de tocar dos músicos, causadas pela diferença de gerações entre Ellington e os demais, e uma discussão que levou Mingus a deixar o estúdio durante a a sessão. Centenas de músicos foram influenciados pelo disco, particularmente pela liberdade de expressão individual em um grupo pequeno.

## Antecedentes
O produtor Alan Douglas havia colaborado com Ellington enquanto ambos estavam trabalhando em Paris no início da década de 1960. Posteriormente, após Douglas juntar-se à United Artists e se mudar para Nova York, ele recebeu, segundo ele mesmo, uma visita surpresa de Ellington, que sugeriu a gravação de um álbum com enfoque no piano (Ellington era conhecido como um líder de big bands). Douglas sugeriu Charles Mingus como contrabaixista, que insistiu em ter Max Roach como baterista. Mingus já havia tocado com Ellington, tendo substiuído o baixista em sua orquestra em 1953. No entanto, foi demitido após uma briga com outro músico, permanecendo na banda por apenas quatro dias.
Durante a gravação de 1962, Ellington estava com 62 anos, Mingus 40 e Roach 38.:33 A distância entre gerações foi intensificada por Ellington ser uma figura orientadora para os outros dois, que nasceram quando Ellington estava se tornando uma influência na música. Em 1962, Ellington não possuía um contrato de gravação, enquanto Mingus estava contratado pela United Artists, e não havia gravado um álbum em trio desde 1957. De acordo com Roach, os três músicos se encontraram um dia antes da gravação, e Ellington lhes disse: "Pensem em mim como o pobre Bud Powell" e que ele não gostaria de tocar somente seu próprio material.

## Gravação e música
Money Jungle é um álbum de post-bop. O LP original continha sete faixas, seis compostas por Ellington e uma, "Caravan", por Juan Tizol, mas também fortemente associada a ele. A faixa-título é um jazz blues que se inicia com notas intensamente tocadas por Mingus. Ellington então junta-se tocando acordes dissonantes; Roach fornece apoio usando prato de condução, caixa e bumbo.:36 No minuto final, a revista Down Beat observou que Mingus toca as "cordas com tanta força que ele faz com que o instrumento soe como uma mistura de um berimbau com uma guitarra de Delta blues".:38
As versões em CD do álbum incluem outras quatro composições: "Switch Blade", "Backward Country Boy Blues", "REM Blues", e "A Little Max (Parfait)". A última faixa possui influências latinas e inclui Roach. "Switch Blade" é "um blues lento que mostra a virtuosidade de Mingus com um relaxamento que põe sentimento antes de precisão. [...Ele] intercala suas linhas de baixo com contramelodias e respostas ao que Duke toca." De acordo com a baterista Terri Lyne Carrington, "Backward Country Boy Blues" provavelmente possui esse nome por nela a composição ser o inverso da comum para um blues: o quinto acorde precede o quarto acorde.

## Histórico de lançamento
O LP original foi lançado pela United Artists Jazz em 1963 em versões mono e estéreo. A United Artists foi comprada pela EMI em 1979, e sua subsidiária Blue Note Records relançou o álbum em CD em 1987. Esta versão continha mais gravações da mesma sessão: quatro composições inéditas escritas para a sessão, além de duas tomadas alternativas. Nessa edição, a ordem das canções é a aquela na qual foram gravadas. A qualidade sonora da gravação original foi aperfeiçoada num lançamento de 2002 da Blue Note pelo engenheiro Ron McMaster, que utilizou as fitas originais e remasterização de 24-bits, adicionando limpidez ao som da bateria em particular. Para esta versão, as sete primeiras composições foram dispostas em sua ordem original, seguidas pelas outras quatro composições e então por quatro tomadas alternativas, aumentando o número de faixas para quinze.

## Recepção e influência

### Artistas
Em 1999, a banda Rhythm and Brass incluiu faixas de Money Jungle em seu álbum More Money Jungle... Ellington Explorations. A baterista Terri Lyne Carrington liderou o álbum Money Jungle: Provocative in Blue, lançado em 2013, que inclui covers de faixas do álbum original. Dentre as composições de Money Jungle,  "Fleurette Africaine" e "Wig Wise" são comumente gravadas por outros artistas.

## Lista de faixas

### LP (1963 – UAJ)
| Lado um        |                                        |         |  |
| N.º            | Título                                 | Duração |  |
| 1.             | "Money Jungle"                         | 5:30    |  |
| 2.             | "Fleurette Africaine (African Flower)" | 3:36    |  |
| 3.             | "Very Special"                         | 4:26    |  |
| 4.             | "Warm Valley"                          | 3:33    |  |
| Duração total: | Duração total:                         | 17:05   |  |

| Lado dois      |                |         |  |
| N.º            | Título         | Duração |  |
| 1.             | "Wig Wise"     | 3:21    |  |
| 2.             | "Caravan"      | 4:13    |  |
| 3.             | "Solitude"     | 5:33    |  |
| Duração total: | Duração total: | 13:07   |  |

## Créditos

### Músicos
- Duke Ellington – piano
- Charles Mingus – contrabaixo
- Max Roach – bateria

### Produção
| LP de 1963 - Alan Douglas – produção - Bill Schwartau – engenharia - Frank Gauna – design e fotografia - George Wein – encarte | CD de 1987 - Michael Cuscuna – produção do relançamento - Malcolm Addey – engenharia de remix | CD de 2002 - Michael Cuscuna – produção do relançamento - Ron McMaster – engenharia de remix/remasterização |